# Axelle Kabou
Axelle Kabou (née en 1955 à Douala) est une experte en communication stratégique et haute fonctionnaire de nationalités sénégalaise et française.

## Biographie
Elle a étudié l'économie générale et la communication et elle est titulaire d'un diplôme de la Chambre de commerce et d'industrie de Paris, d'une maîtrise d'enseignement de l'anglais et d'un DEA en idéologie et mass media.
Axelle Kabou est l'auteur des livres Et si l'Afrique refusait le développement ? (L'Harmattan, 1991) et de Comment l'Afrique en est arrivée là (L'Harmattan 2011). Le premier ouvrage traite  du manque d'envie et de l'incapacité des africains à prendre en charge le continent africain sans dépendre de l'aide étrangère et le second, de l'histoire de l'insertion des économies subsahariennes dans les échanges intercontinentaux des origines à nos jours.    
De nos jours de nombreux intellectuels africains comme  Roger Tagri, George Ayittey, Andrew Mwenda, James Shikwati et Chika Onyeani sont en accord avec ses analyses.

## Œuvres
- Axelle Kabou, Et si l'Afrique refusait le développement ?, L'Harmattan, 1991, 207 p. (ISBN 978-2-7384-0893-8, lire en ligne)
- Axelle Kabou, Comment l'Afrique en est arrivée là ?, Paris, L'Harmattan, 2010, 426 p. (ISBN 978-2-296-10468-6)